# Нейроглия

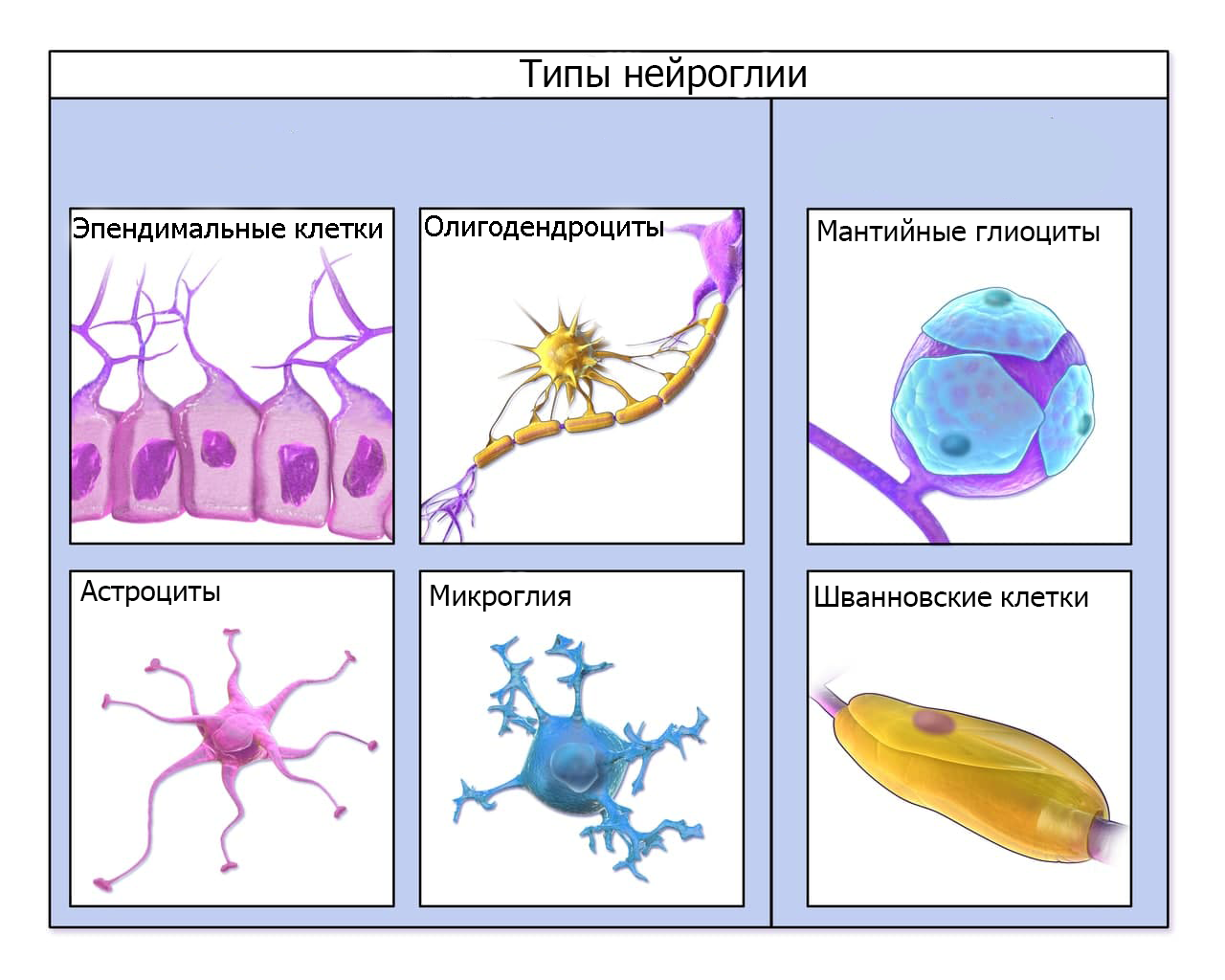
эпендимальные клетки, олигодендроциты, мантийные глиоциты, астроциты, микроглия, шванновские клетки

Нейрогли́я, или просто гли́я (от др.-греч. νεῦρον — волокно, нерв + γλοιός — клей), — совокупность вспомогательных клеток нервной ткани.
Составляет около 40 % объёма ЦНС.
По последним исследованиям, количество глиальных клеток (глиоцитов) в мозге примерно такое же, как и нейронов (раньше считалось, что глиальных клеток в 8—10 раз больше).
Термин ввёл в 1846 году Рудольф Вирхов.
Глиальные клетки имеют общие функции и, частично, происхождение (исключение — микроглия).
Они составляют специфическое микроокружение для нейронов, обеспечивая условия для генерации и передачи нервных импульсов, а также осуществляя часть метаболических процессов самого нейрона.

## Классификация

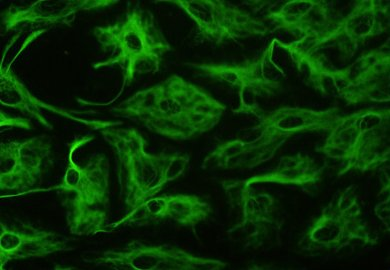
Астроциты

- Микроглиальные клетки, хотя и входят в понятие «глия», не являются собственно нервной тканью, так как имеют мезодермальное происхождение. Они представляют собой мелкие отростчатые клетки, разбросанные по белому и серому веществу мозга и способные к фагоцитозу.
- Макроглия — производная глиобластов, выполняет опорную, разграничительную, трофическую и секреторную функции.
  - Эпендимальные клетки (некоторые ученые выделяют их из глии вообще, некоторые — включают в макроглию) напоминают однослойный эпителий, лежат на базальной мембране и имеют кубическую или призматическую форму. Выделяют:
    - Эпендимоциты 1 типа — лежат на базальной мембране мягкой мозговой оболочки и участвуют в образовании гематоэнцефалического барьера.
    - Эпендимоциты 2 типа — выстилают желудочки мозга и спинномозговой канал; на апикальной части имеют реснички по направлению тока ликвора.
    - Танициты — на поверхности имеют ворсинки.

  - Олигодендроциты — полигональные крупные клетки, имеющие 1—5 слабо ветвящихся отростков, в зависимости от их расположения, выделяют:
    - Олигодендроциты, окружающие тела нейронов в периферических ганглиях (сателлиты);
    - Олигодендроциты, окружающие тела нейронов в ЦНС (центральные глиоциты) ;
    - Олигодендриты, обобщающие нервные волокна (Шванновские клетки).

  - Астроциты — небольшие клетки, имеющие многочисленные ветвящиеся отростки. Различают:
    - Протоплазматические астроциты — содержатся в сером веществе, отростки их усиленно ветвятся и образуют множество глиальных мембран.
    - Волокнистые астроциты — их количество больше в белом веществе; морфологически отличаются наличием слабо ветвящихся отростков.

## Эмбриогенез

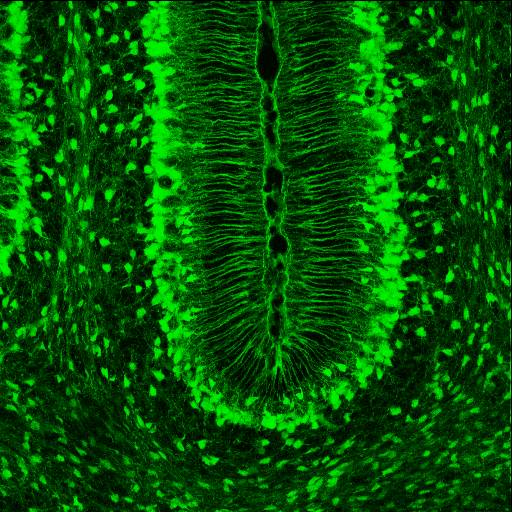
Экспрессия гена SLC1A3, выделяющая глию Бергмана в мозжечке. Сагиттальный срез мозга мыши на 7-й день постнатального развития; изображение из атласа GENSAT

В эмбриогенезе глиоциты (кроме микроглиальных клеток) дифференцируются из глиобластов, которые имеют два источника — медуллобласты нервной трубки и ганглиобласты ганглиозной пластинки. Оба эти источника на ранних этапах образовались из эктодермы.
Микроглия же — производное мезодермы.

## Функции
Нейроглия выполняет опорную, регуляторную, трофическую, секреторную, разграничительную (шванновские клетки), защитную функции, функцию обучения  нейронов, играет важную роль в процессах памяти.
Глиальная система сетчатки глаза выполняет те же функции, что и глия центральной нервной системы.
При повреждении ткани сетчатки рубец формируется за счёт гипертрофии и размножения астроцитов.

## Дополнительные источники
- Нейроглия / Певзнер Л. 3. // Моршин — Никиш. — М. : Советская энциклопедия, 1974. — С. 416. — (Большая советская энциклопедия : [в 30 т.] / гл. ред.  А. М. Прохоров ; 1969—1978, т. 17).
- Нейрон-глиальные взаимодействия в мозге: физиологические и ультраструктурные особенности на YouTube. 35-й семинар СМУ, Институт биоорганической химии РАН.